# Eberhard Galley

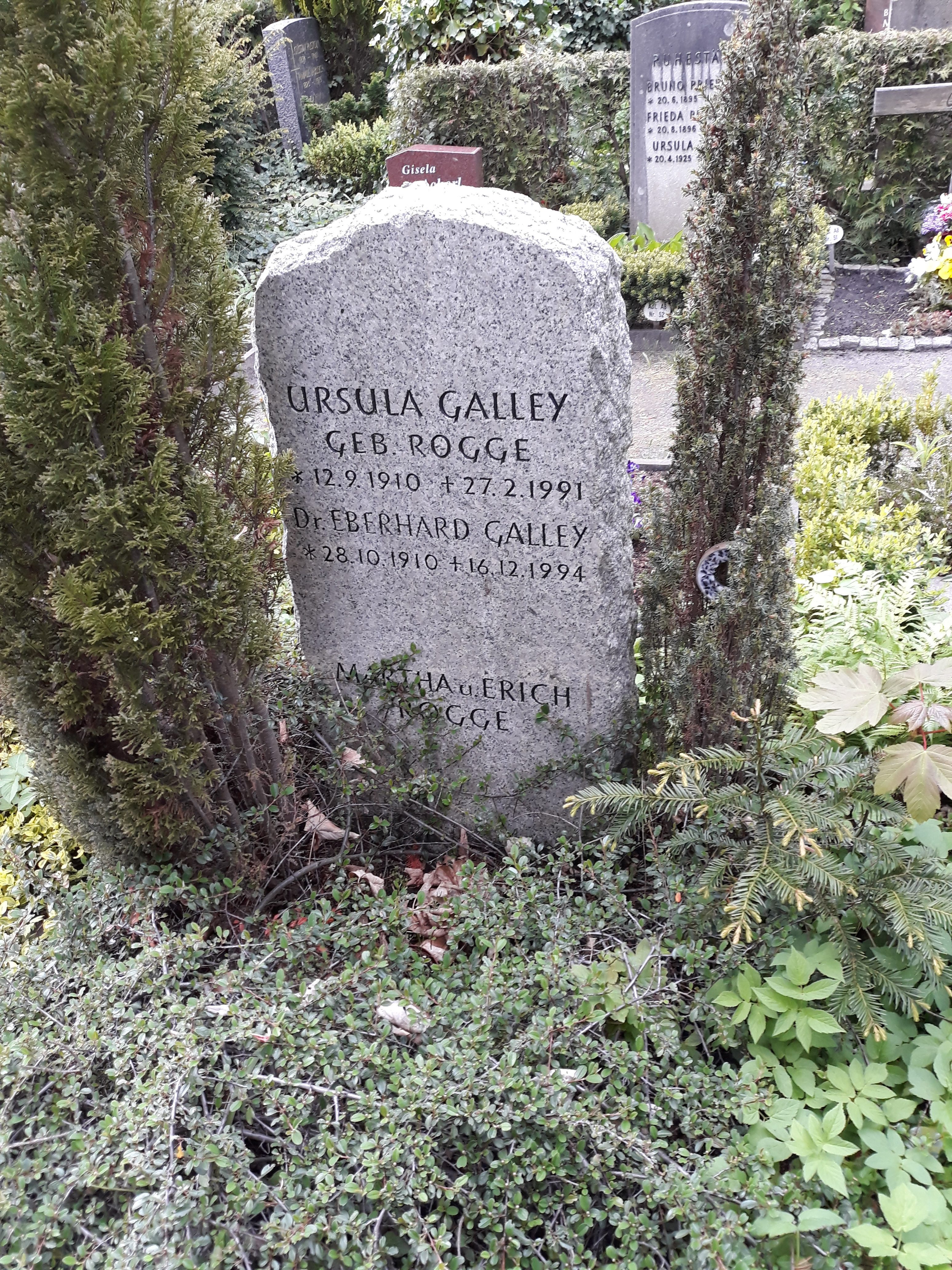
Das Grab von Eberhard Galley und seiner Ehefrau Ursula geborene Rogge auf dem Friedhof Wilmersdorf in Berlin

Eberhard Galley (* 28. Oktober 1910 in Parchim; † 16. Dezember 1994 in Düsseldorf) war ein deutscher Literaturwissenschaftler und Bibliothekar, der vor allem mit Beiträgen zur Heine-Forschung hervorgetreten ist.

## Biographie
Eberhard Galley war ein Sohn des Pfarrers und späteren Landessuperintendenten Alfred Galley und dessen Frau Luise, geb. Walter. Er besuchte von 1920 bis 1929 die Lauenburgische Gelehrtenschule in Ratzeburg. Anschließend studierte er Germanistik, Geschichte und Theologie in Göttingen und Rostock. Dort wurde er 1934 zum Doktor der Philosophie promoviert.
1929 wurde er im Göttinger Wingolf aktiv.
Seine bibliothekarische Fachausbildung führte ihn an die Staatsbibliothek zu Berlin. 1938 begann er seinen Dienst an der Landes- und Stadtbibliothek Düsseldorf. Von 1940 bis 1948 kam es zu einer kriegsbedingten Unterbrechung seiner Tätigkeit durch Wehrdienst und Kriegsgefangenschaft. 1950 wurde Galley stellvertretender Direktor der Düsseldorfer Bibliothek. Sein Hauptaugenmerk galt bald dem Ausbau und der Pflege des dort angesiedelten Heine-Archivs. 1964 wurde er Direktor der Landes- und Stadtbibliothek Düsseldorf. Als deren Bestände 1970 weitgehend in die neu gegründete Universitäts- und Landesbibliothek überführt wurden, wurde er der erste Leiter des im gleichen Jahr neu gegründeten Heinrich-Heine-Instituts, dessen Kernstück das von ihm bereits zuvor betreute Heine-Archiv bildete.

## Schwerpunkt Heine-Philologie
Nach seiner Dissertation beschäftigten sich die meisten Publikationen Galleys mit Heinrich Heine. 1960 erschien in zwei Bänden die unter seiner Mitarbeit von Gottfried Wilhelm vorgelegte Heine-Bibliographie (1817–1953). 1962 wurde der erste Jahrgang des Heine-Jahrbuchs publiziert, für das Galley bis 1976 als Schriftleiter verantwortlich zeichnete. 1963 erschien bei der J. B. Metzler’schen Verlagsbuchhandlung sein Realienband zu Heine, der bis 1976 drei weitere Auflagen erfuhr.
Nach seinem Eintritt in den Ruhestand nahm Galley mit Alfred Estermann das Editionsprojekt Heinrich Heines Werk im Urteil seiner Zeitgenossen in Angriff. Die Fülle des Materials sprengte nicht nur den ursprünglichen Editionsplan, sondern verhinderte auch, dass Galley den Abschluss dieses Unternehmens selbst erlebte. Bis zu seinem Tod im Jahr 1994 waren die ersten sechs Bände mit einem Berichtszeitraum bis 1841 erschienen. Nach zehnjähriger Unterbrechung wurde das Werk zwischen 2002 und 2006 unter Leitung von Sikander Singh durch sechs weitere Bände und einen zusätzlichen Kommentar- und Registerband vervollständigt.

## Ehrungen
Galley wurde am 13. Mai 1992 mit dem Verdienstorden des Landes Nordrhein-Westfalen ausgezeichnet.

## Veröffentlichungen (Auswahl)
- Der religiöse  Liberalismus  in der deutschen  Literatur  von 1830  bis 1850. Diss., Rostock 1934.
- Heinrich Heine. Stuttgart: Metzler 1963 (4. Aufl. 1976, ISBN 3-476-14030-X).
- Heinrich Heine im Widerstreit der Meinungen 1825–1965. Düsseldorf: Heinrich-Heine-Gesellschaft, 1967.
- Das Düsseldorfer Heine-Archiv. Geschichte und Aufgabe. In: Heine-Jahrbuch 7 (1968), S. 58–74.
- Heine, Christian Johann Heinrich. In: Neue Deutsche Biographie (NDB). Band 8, Duncker & Humblot, Berlin 1969, ISBN 3-428-00189-3, S. 286–291 (Digitalisat).
- Heinrich Heine. Lebensbericht mit Bildern und Dokumenten. Kassel: Wenderoth, 1973. - ISBN 3-87013-005-9.

## Herausgeber
- Heine-Jahrbuch. Hamburg: Hoffmann und Campe, 1962–1976.
- Heinrich Heine: Werke in vier Bänden. Band 3: Schriften über Frankreich, Frankfurt am Main: Insel-Verlag, 1968 (mehrere Nachdrucke).
- Heinrich Heine: Buch der Lieder. Mit zeitgenössischen Illustrationen und einem Nachwort. Frankfurt a. M.: Insel Verlag 1975 (14. Aufl. 2005, ISBN 978-3-458-31733-3).
- Heinrich Heines Werk im Urteil seiner Zeitgenossen. 6 Bde. Hamburg: Hoffmann und Campe, 1981–1992.